# Joanna Going
Joanna C. Going (Washington, 1963. július 22. –) amerikai színésznő.

## Filmográfia

### Film
| Év   | Magyar cím           | Eredeti cím                   | Szerep                   | Magyar hang    |
| ---- | -------------------- | ----------------------------- | ------------------------ | -------------- |
| 1994 | Wyatt Earp           | Wyatt Earp                    | Josie Marcus             | Nyírő Beáta    |
| 1995 | A szerelem színei    | How to Make an American Quilt | fiatal Em Reed           |                |
| 1995 | Nixon                | Nixon                         | diáklány                 |                |
| 1996 | Éden                 | Eden                          | Helen Kunen              |                |
| 1997 | Kisvárosi intrikák   | Little City                   | Kate                     | Solecki Janka  |
| 1997 | Három a nagylány     | Inventing the Abbotts         | Alice Abbott             |                |
| 1997 |                      | Commandments                  | Karen Warner             |                |
| 1997 | Zsarolók városa      | Keys to Tulsa                 | Cherry                   | Götz Anna      |
| 1997 | Rólad álmodtam       | Still Breathing               | Rosalyn Willoughby       | Zakariás Éva   |
| 1998 | Halálos látomások    | Heaven                        | Jennifer Marling         | Törtei Tünde   |
| 1998 | Fantomok             | Phantoms                      | Jennifer Pailey doktornő | Radó Denise    |
| 1998 |                      | Blue Christmas                | csinos nő                |                |
| 2001 |                      | Lola                          | Sandra                   |                |
| 2002 |                      | The Routine (rövidfilm)       | anya                     |                |
| 2003 | Az ítélet eladó      | Runaway Jury                  | Celeste Wood             | Németh Borbála |
| 2011 | Az élet fája         | The Tree of Life              | Jack felesége            |                |
| 2014 |                      | Ready or Knot                 | Margo                    |                |
| 2014 | Szeretet és köszönet | Love & Mercy                  | Audree Wilson            |                |
| 2015 |                      | The Sphere and the Labyrinth  | Jordana                  |                |
| 2018 | Nosztalgia           | Nostalgia                     | Marge                    |                |

### Televízió
| Év        | Magyar cím                               | Eredeti cím                       | Szerep                             | Megjegyzések                                                        |
| --------- | ---------------------------------------- | --------------------------------- | ---------------------------------- | ------------------------------------------------------------------- |
| 1986      |                                          | Search for Tomorrow               | Evie Stone                         | 2 epizód                                                            |
| 1987–1989 |                                          | Another World                     | Lisa Grady                         | 34 epizód                                                           |
| 1990      |                                          | The Days and Nights of Molly Dodd | Mindy                              | 1 epizód                                                            |
| 1991      |                                          | Dark Shadows                      | Victoria Winters / Josette du Pres | 12 epizód                                                           |
| 1992      | Columbo                                  | Columbo                           | Melissa                            | - 1 epizód (Ölni már nincs idő) - magyar hangja: - Udvaros Dorottya |
| 1992–1993 |                                          | Going to Extremes                 | Kathleen McDermott                 | 17 epizód                                                           |
| 1993      |                                          | New Year                          | Katie Hartman                      | próbaepizód                                                         |
| 1993      |                                          | Nick's Game                       | Laura 'Stock' Swenson              | próbaepizód                                                         |
| 1995      | A préri vad gyermekei                    | Children of the Dust              | Rachel                             | minisorozat (2 epizód)                                              |
| 1999      | Komputerzsaruk                           | NetForce                          | Toni Fiorelli                      | tévéfilm                                                            |
| 2000      | Cupido és Kate                           | Cupid & Cate                      | Cynthia                            | - tévéfilm - magyar hangja: - Kökényessy Ági                        |
| 2000      | Ed                                       | Ed                                | Sela McKenzie                      | 1 epizód                                                            |
| 2001      | Kerge város                              | Spin City                         | Julia Rhodes                       | 3 epizód                                                            |
| 2001      | Végtelen határok                         | The Outer Limits                  | Dr. Anya Kenway                    | 1 epizód                                                            |
| 2002      | Esküdt ellenségek                        | Law & Order                       | Dana Bauer                         | 1 epizód                                                            |
| 2002      | Reszkessetek, betörők! 4.                | Home Alone 4                      | Natalie Kalban                     | - tévéfilm - magyar hangja: - Solecki Janka                         |
| 2002      |                                          | Georgetown                        | ismeretlen szerep                  | próbaepizód                                                         |
| 2003      |                                          | 111 Gramercy Park                 | Cathy Wilton                       | próbaepizód                                                         |
| 2005      |                                          | Inconceivable                     | Jann Carlton                       | 1 epizód                                                            |
| 2005      |                                          | Into the West                     | idős Clara Wheeler                 | minisorozat (1 epizód)                                              |
| 2006      | CSI: A helyszínelők                      | CSI: Crime Scene Investigation    | Amanda Sinclair / Jill Case        | 1 epizód                                                            |
| 2006      | Csendestársam                            | My Silent Partner                 | Phyllis Webber                     | tévéfilm                                                            |
| 2007      | Gyilkos elmék                            | Criminal Minds                    | Dana Woodridge                     | 1 epizód                                                            |
| 2007      | McBride: A kitartás ára                  | McBride: Dogged                   | Sarah Sinclair                     | tévéfilm                                                            |
| 2007      | Magánügyek                               | Close to Home                     | Samantha Veeder                    | 3 epizód                                                            |
| 2007      | Az utazó                                 | Journeyman                        | Lauren                             | 1 epizód                                                            |
| 2009      | Fuss az álmodért                         | Chasing a Dream                   | Diane Stiles                       | tévéfilm                                                            |
| 2013      | Mad Men – Reklámőrültek                  | Mad Men                           | Arlene                             | 2 epizód                                                            |
| 2014      | Kártyavár                                | House of Cards                    | Tricia Walker first lady           | 7 epizód                                                            |
| 2014      | Alkonyattól pirkadatig                   | From Dusk Till Dawn: The Series   | Jenny Fuller                       | 3 epizód                                                            |
| 2014–2017 |                                          | Kingdom                           | Christina Kulina                   | főszereplő (40 epizód)                                              |
| 2017      | Esküdt ellenségek: Különleges ügyosztály | Law & Order: SVU                  | Leah Linwood                       | 1 epizód                                                            |
| 2017      | A visszaeső                              | Good Behavior                     | Brenda                             | 1 epizód                                                            |
| 2019      | Dinasztiák                               | Dynasty                           | Mimi Rose Prescott                 | 1 epizód                                                            |
| 2019      | A varázslók                              | The Magicians                     | Mrs. Coldwater                     | 1 epizód                                                            |
| 2019      | Doktor Murphy                            | The Good Doctor                   | Marcie Murphy                      | 2 epizód                                                            |
| 2020      |                                          | Interrogation                     | Mary Fisher                        | 9 epizód                                                            |
| 2025      | Vészhelyzet Pittsburghben                | The Pitt                          | Theresa Saunders                   | - mellékszereplő - magyar hangja: - Garami Mónika                   |